# 1916 en chimie
Cet article présente les faits marquants de l'année 1916 en chimie.

## Évènements
- 26 janvier : l'American Chemical Society reçoit un article du chimiste américain Gilbert Lewis intitulé The atom and the molecule dans lequel in énonce sa théorie sur les liaisons chimiques, dans laquelle il introduit la notion de covalence[1],[2].
- Le chimiste polonais Jan Czochralski invente un procédé pour la mesure de la vitesse de cristallisation des métaux[3].

## Publication
- Gilbert Lewis : The Atom and the Molecule, qui contient les fondations de la théorie de la liaison de valence.

## Prix
- Médaille Davy : Henry Le Chatelier sur la base de son éminence en tant que chimiste[4],[5].
- Médaille William-H.-Nichols : Claude S. Hudson[6]

## Naissances
- 10 janvier : Sune Bergström (mort en 2004), biochimiste suédois, Prix Nobel de physiologie ou médecine en 1982.
- 21 janvier : Daniel Swern (mort en 1982), chimiste américain.
- 26 mars : Christian Boehmer Anfinsen (mort en 1995), chimiste et biochimiste américain, prix Nobel de chimie en 1972.
- 1er mai : Pierre-R. Gendron (mort en 1984), chimiste québécois.
- 4 juin : Robert Furchgott (mort en 2009), biochimiste et pharmacologue américain, prix Nobel de physiologie ou médecine en 1998.
- 13 juin : Helmut Zahn (mort en 2004), chimiste allemand.

## Décès
- 24 avril : Émile Jungfleisch (né en 1839), chimiste et pharmacien français.
- 30 mai : Adolph Frank (né en 1834), chimiste, ingénieur et homme d'affaires allemand.
- 23 juillet : William Ramsay (né en 1852), chimiste britannique (hélium) et lauréat du prix Nobel de chimie de 1904[7],[8].

- 14 septembre[9] : Pierre Duhem (né en 1861), physicien, chimiste, historien et philosophe des sciences français.

- 10 novembre : Alfred Naquet (né en 1834), médecin, chimiste et homme politique français.
- 31 décembre : Alice Ball (née en 1892), chimiste afro-américaine connue pour avoir développé l'un des traitements les plus efficaces contre la lèpre avant les années 1940.